# Orde van Kurmet
De Orde van Kurmet (Kazachs: Құрмет ордені) werd in 1993 door de regering van Kazachstan ingesteld. De orde vervangt de Orden van de Sovjet-Unie en beloont verdienste voor de economie, wetenschap, cultuur, sociaal werk en onderwijs.
De stervorm en de ene graad herinneren aan de socialistische orden, anders dan de Baltische staten had Kazachstan geen traditie van ridderorden en vormgeving om op terug te grijpen.

## Belgen
- Patoch Sjodijev